# ASL Airlines Ireland
ASL Airlines Ireland Limited, anteriormente Air Contractors, é uma companhia aérea de carga e passageiros. Ela opera serviços de frete programado em toda a Europa em nome de integradores importantes, como FedEx Feeder e DHL Express; e opera voos charter aéreos não programados para passageiros, bem como alguns serviços de arrendamento com tripulação para companhias aéreas regulares. ASL Aviation Holdings DAC, a empresa-mãe da ASL Airlines Ireland, tem sua sede em 3 Malahide Road, Swords, County Dublin, Irlanda.

## História
A companhia aérea foi fundada e iniciou suas operações em 1972, como Air Bridge Carriers no Aeroporto de East Midlands. Em setembro de 1992, o nome Hunting Cargo Airlines foi adotado e em 1997 a transferência de todas as operações aéreas para a Irlanda foi concluída. Em junho de 1998, o Hunting Group vendeu seu braço de aviação a um consórcio conjunto da CMB Compagnie Maritime Belge e Safair (parte do Imperial Group) e a companhia aérea foi rebatizada de Air Contractors.
O Imperial Group transferiu sua participação de 49% na empresa para a 3P Air Freighters / Petercam SA em 2007.

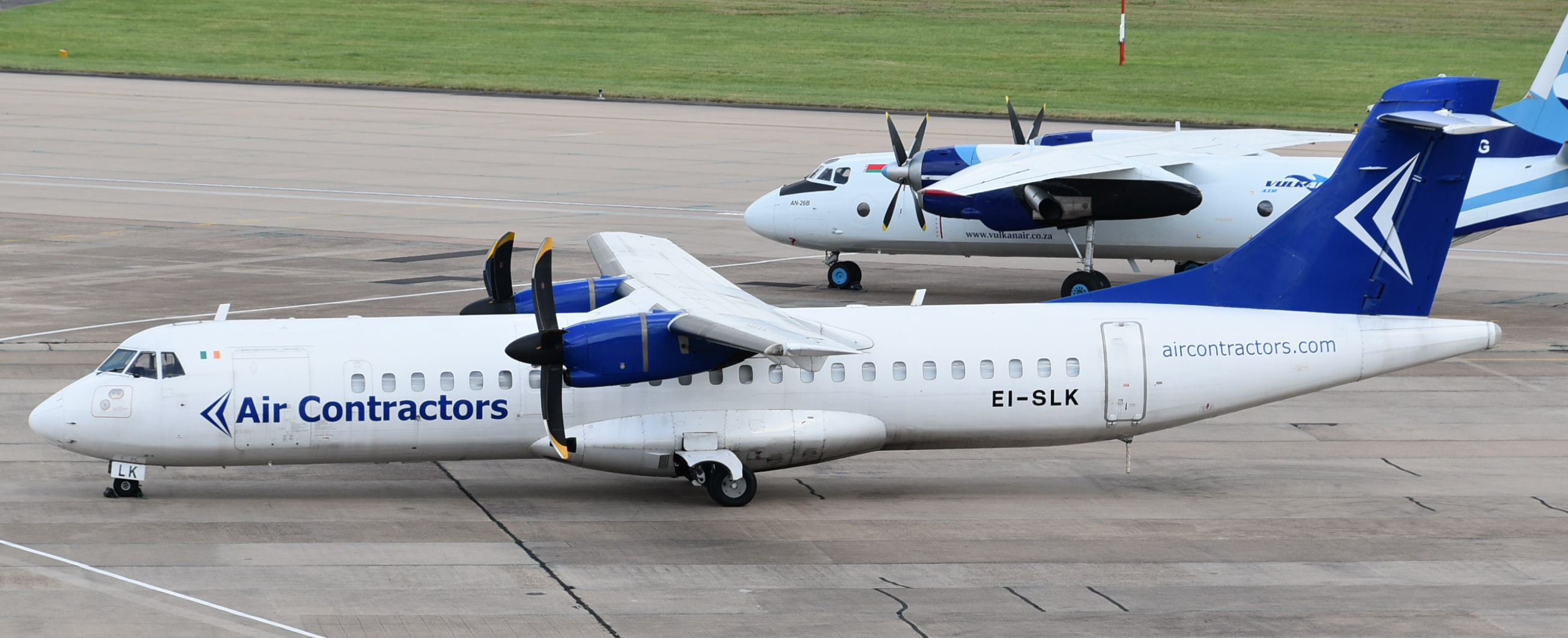
Um ATR 72-200 nas cores da Air Contractors

A Air Contractors adquiriu a transportadora francesa Europe Airpost em 14 de março de 2008. Após a aquisição da EAP no grupo de empresas ACL, o grupo foi rebatizado ASL Aviation Group, representando as três atividades principais do grupo; Linhas aéreas, suporte e leasing.
Em 2010, a Air Contractors entrou em uma nova era com o início do voo de passageiros em aeronaves Boeing 737-300 em conjunto com seu parceiro do Grupo, Europe Airpost.
Em 4 de junho de 2015, o ASL Aviation Group anunciou que a Air Contractors seria rebatizada como ASL Airlines Ireland, Europe Airpost como ASL Airlines France, Farnair Hungary como ASL Airlines Hungary e Farnair Switzerland como ASL Airlines Switzerland.
A empresa anunciou em 5 de fevereiro de 2016 que havia concordado em comprar a TNT Airways e a PAN Air, com a condição de que a compra da TNT pela FedEx fosse realizada. A venda foi realizada em maio de 2016. A TNT Airways tornou-se ASL Airlines Belgium e a Pan Air tornou-se ASL Airlines Spain. No início de 2017, o ASL Aviation Group renomeado como ASL Aviation Holdings.
A subsidiária ASL Airlines Switzerland encerrou todas as operações em 1 de fevereiro de 2018, enquanto a ASL Airlines Spain encerrou todas as operações em agosto do mesmo ano.

## Frota

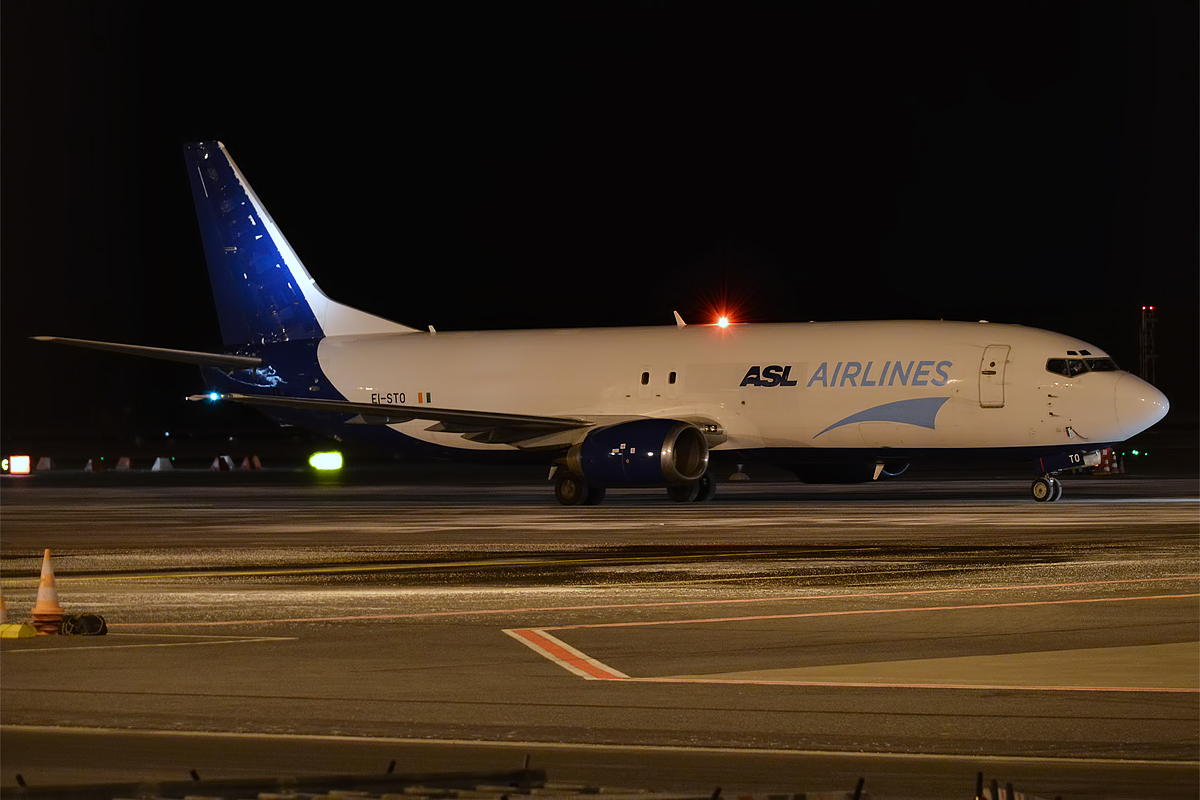
Um Boeing 737-400 da ASL Airlines Ireland

A frota da ASL Airlines Ireland consiste nas seguintes aeronaves (Janeiro de 2021):
| Aeronaves         | Total | Ordens | Notas                                       |
| ----------------- | ----- | ------ | ------------------------------------------- |
| Airbus A300-600F  | 4     | -      | Operado pela DHL Aviation                   |
| Airbus A330-300F  | 3     | -      | Operado pela DHL Aviation                   |
| ATR 42-300F       | 3     | -      | Operado para FedEx Express                  |
| ATR 72-200        | 1     | -      |                                             |
| ATR 72-200F       | 6     | -      |                                             |
| ATR 72-200F       | 2     | -      | Operado para FedEx Express                  |
| ATR 72-500F       | 2     | -      |                                             |
| ATR 72-600F       | 1     | -      | Operado para FedEx Express                  |
| Boeing 737-400F   | 9     | -      |                                             |
| Boeing 737-800    | 3     | -      | Aguardando conversão para configuração BCF. |
| Boeing 737-800BCF | 2     | -      | Operado para Amazon Air                     |
| Total             | 36    | 0      |                                             |